# 10832 Hazamashigetomi
10832 Hazamashigetomi (1993 VN2) là một tiểu hành tinh vành đai chính được phát hiện ngày 15 tháng 11 năm 1993 bởi T. Kobayashi ở Oizumi. Tiểu hành tinh được đặt tên theo tên của Hazama Shigetomi, nhà thiên văn học người Nhật ở Edo period.